# Marion I. Manley
Marion Isadore Manley, (29 de abril de 1893 – febrero de 1984) fue una arquitecta estadounidense, la segunda mujer registrada para ejercer arquitectura en Florida, y la decimotercera mujer miembro del Instituto Americano de Arquitectos.

## Biografía
Manley nació en Kansas, en 1893. Después de su graduación en la Universidad de Illinois,  se mudó a Miami, Florida, en 1917 donde ejerció su profesión por casi 50 años, contribuyendo altamente al desarrollo del entorno urbano.
Manley fue una de las diseñadoras de la Universidad de Miami. Trabajó también en el diseño del Correo Central de EE. UU. Contribuyó en la construcción y diseño de casas tipo español, y especialmente en casas de diseño tropical moderno. Sus aportes importantes también fueron:
- Ring Theater

- Asolo Theater

- Ringling Museum

Trabajó activamente hasta comienzos de la década de 1970.
El trabajo de Manley abarca la arquitectura vernácula en edificios residenciales y públicos, en materiales locales adecuados para su uso en el clima tropical del sur de Florida.

## Honores
Manley fue dos veces presidente del American Institute of Architects, también dos veces vicepresidente de Florida Association of Architects. Recibió la medalla de oro en 1973 entregado por Florida Association of the American Institute of Architects. 
En 1956, fue elegida en el College of Fellows, y en 1966 fue elegida Miembro Emérito por el American Institute of Architects.

## Lecturas
- Penabad, Catherine Lynn and Carie. Marion Manley: Miami's First Woman Architect (Athens: University of Georgia Press: 2010)
- Perry, Emily Adams. Marion Isadore Manley: Pioneer woman architect. In Florida Pathfinders. St. Leo, Fla.: St. Leo College Press, 1994.